# Frank Halai
Pas d'image ? Cliquez ici

a Compétitions nationales et continentales officielles uniquement.

b Matchs officiels uniquement.
Dernière mise à jour le 28 juillet 2022.
Frank Halai, né le 6 mars 1988 à Pangai (Tonga), est un joueur de rugby à XV international néo-zélandais d'origine tongienne. Il évolue principalement au poste d'ailier. Il mesure 1,95 m pour 115 kg.

## Carrière

### En club
Frank Halai commence sa carrière professionnelle en 2010 avec l'équipe de Waikato en NPC,. Il ne dispute deux matchs lors de sa première saison, et en joue quatre lors de sa seconde.
À la recherche de plus de temps de jeu, il rejoint en 2012 les Counties Manukau, avec qui il se révèle dès sa première saison, en inscrivant deux essais en cinq matchs.
En 2013, il fait ses débuts en Super Rugby avec la franchise des Blues. Pour sa première saison au plus haut niveau, il impressionne les observateurs en inscrivant dix essais en seize rencontres, faisant de lui le meilleur marqueur de la saison,.
En 2015, après trois saisons avec les Blues, il quitte la Nouvelle-Zélande pour rejoindre le club anglais des Wasps qui évolue en Aviva Premiership. 
Il s'engage en 2017 avec le club français de la Section paloise, qui évolue en Top 14, pour une durée de deux saisons. Après deux saisons décevantes, il est libéré de son contrat en juillet 2019.
Halai rejoint par la suite les États-Unis en 2020, et la franchise des Gilgronis d'Austin en Major League Rugby. Il inscrit deux essais en deux matchs lors de sa première saison, écourtée à cause de la pandémie de Covid-19. Il prolonge ensuite son contrat pour une saison supplémentaire. Il joue neuf rencontres lors de sa deuxième saison, puis n'est pas conservé au terme de celle-ci,.

### En équipe nationale
Entre 2011 et 2012, il joue avec l'All Blacks Sevens. Il s'impose alors comme un joueur majeur de son équipe, qu'il aide à remporter le IRB Sevens Series en 2012,.
En novembre 2013, il est sélectionné par Steve Hansen pour participer à une tournée d'automne avec les All Blacks.
Il obtient sa première cape internationale le 2 novembre 2013 à l'occasion d'un test-match contre l'équipe du Japon à Tokyo. Il marque un essai à l'occasion de ce qui est finalement son unique sélection.

## Palmarès

### En club et province
- 31 matchs de NPC avec Waikato et les Counties Manukau.
- 38 matchs de Super Rugby avec les Blues.

### En équipe nationale
- Vainqueur du IRB Sevens Series en 2011 et 2012 avec l'équipe de Nouvelle-Zélande de rugby à sept.